# The River Rat
The River Rat (bra: Rato de Areia ou O Rio da Traição) é um filme família independente estadunidense de 1984 dirigido por Thomas Rickman e estrelado por Tommy Lee Jones e Martha Plimpton. Foi filmado em uma locação em Kentucky, nas margens do rio Ohio.

## Sinopse
Jonsy é uma adolescente que conhece seu pai Billy, que acaba de ser libertado da prisão, pela primeira vez. Os dois lentamente estabelecem um relacionamento enquanto reconstroem um barco chamado The River Rat. O pai não consegue escapar de seu passado criminoso, sendo chantageado pelo psiquiatra da prisão Doc Cole, que acredita conhecer a localização de uma grande quantidade de dinheiro roubado antes da prisão.
Pai e filha cavalgam o The River Rat em uma viagem pitoresca pelo rio Mississippi até Memphis, Tennessee, na tentativa de encontrar o dinheiro e escapar do médico da prisão. Ao longo do caminho, eles aprendem uns com os outros e ficam mais próximos.

## Elenco
- Martha Plimpton como Jonsy
- Tommy Lee Jones como Billy
- Brian Dennehy como Doc Cole
- Shawn Smith como Wexel

## Produção
O filme foi escrito e dirigido por Thomas Rickman, que foi indicado ao Oscar em 1980 por seu roteiro de Coal Miner's Daughter, também estrelado por Tommy Lee Jones. O filme foi produzido por Bob Larson (produtor executivo de Coal Miner's Daughter) e Michael Apted (que dirigiu Coal Miner's Daughter) atuou como produtor executivo. O filme foi uma produção Larson/Rickman em associação com o Sundance Institute. A música original foi composta por Mike Post.